# Bredestads församling
Bredestads församling var en församling i Linköpings stift inom Svenska kyrkan, Aneby kommun. Församlingen uppgick 1 januari 2006 i Aneby församling.
Församlingskyrka var Bredestads kyrka.

## Administrativ historik
Församlingen har medeltida ursprung
Församlingen var till 1941 annexförsamling i pastoratet Askeryd och Bredestad. Från 1941 var denna församling moderförsamling i pastoratet Bredestad, Askeryd och Marbäck som 1962 utökades med Bälaryds och Frinnaryds församlingar och sedan 1998 utökades med Lommaryds, Vireda och Haurida församlingar. 1 januari 2006 uppgick församlingen i Aneby församling.
Församlingskod var 060402.

## Kyrkoherdar
| Ämbetstid | Namn         | Levnadstid | Övrigt |
| --------- | ------------ | ---------- | ------ |
| 1981–1984 | David Möller | 1939–      | [ 4 ]  |

## Komministrar
Lista över komministrar i Bredestads församling.
| Ämbetstid | Namn                           | Levnadstid | Övrigt                                                 |
| --------- | ------------------------------ | ---------- | ------------------------------------------------------ |
| 1593      | Laurentius                     |            |                                                        |
|           | Jonas Hemmigi                  |            | Senare kyrkoherde i Askeryds församling.               |
| 1633–1648 | Olavus Johannis Tiliander      |            |                                                        |
| 1648–1649 | Sveno Erici Regnerus           | 1611–1688  | Senare kyrkoherde i Björsäters församling.             |
| 1650–1670 | Johannes Christophori Alinus   | 1624–1696  | Senare kyrkoherde i Björkebergs församling.            |
| 1670–1713 | Magnus Johannis Qvercivillius  |            |                                                        |
|           | Daniel Petri Holmerus          |            | Senare regementspastor vid Östgöta kavalleriregemente. |
| 1712–1726 | Johannes Boraeus               | 1686–1726  |                                                        |
| 1727–1736 | Zacharias Lidbergius           | 1695–1755  | Senare kyrkoherde i Frinnaryds församling.             |
| 1736–1753 | Petrus Engstrand               | 1701–1786  | Senare kyrkoherde i Marbäcks församling.               |
|           | Laurentius Joannis Boraeus     |            | Senare kyrkoherde i Sunds församling.                  |
| 1773–1802 | Johannes Andreae Lundvall      | 1726–1802  |                                                        |
|           | Nicolaus Petrus Magni Wistrand |            | Senare kyrkoherde i Ukna församling.                   |
| 1813–1819 | Henrik Helsing                 | 1777–1819  |                                                        |
|           | Anders Faberz                  |            | Senare kyrkoherde i Ulrika församling.                 |
| 1826–1833 | Anders Gustaf Lindgren         | 1790–1833  |                                                        |
| 1833–     | Carl Johan Kocken              | 1795–      |                                                        |

## Klockare och organister
| Ämbetstid | Namn                  | Levnadstid | Övrigt                |
| --------- | --------------------- | ---------- | --------------------- |
| 1699–1702 | Jonas                 |            | Klockare              |
| 1707–1709 | Pehr                  |            | Klockare              |
| 1714–1735 | Jonas Persson         |            | Organist              |
| 1734      | Nils Månsson          |            | Klockare              |
| 1737–1738 | Jon                   |            | Klockare              |
| 1737–1741 | Pär (Petter)          |            | Organist och klockare |
| 1743–1774 | Petter Uddman         | 1719–1774  | Organist och klockare |
| 1775–1784 | Henric Strand         | 1750–1784  | Organist och klockare |
| 1785–1794 | Johan Norberg         | 1759–      | Organist              |
| 1795–1801 | Nils Peter Petersson  | 1767–      | Organist och klockare |
| 1804–1812 | Anders Hesselgren     | 1762–1812  | Organist              |
| 1801–1820 | Hans Hindrik Askeroth | 1780–1820  | Organist              |
| 1823–1825 | Lars Johan Askeroth   | 1802–      | Organist              |
| 1825–1829 | Johan Lindstrand      | 1796–      | Organist              |
| 1829–1833 | P. A. Engstrand       | 1809–      | Organist              |
| 1834–1837 | Samuel Svensson       | 1813–      | Organist              |
| 1838–1840 | Johannes Isacsson     | 1811–      | Organist              |
| 1840–1878 | Anders Peter Nordblom | 1815–1878  | Organist              |
| 1878–1899 | Axel Rylander         | 1847–      | Organist och klockare |